# Chronologie des attentats commis par Action directe
Cette liste regroupe l'ensemble des attentats revendiqués par le groupe armé Action directe ou qui lui sont imputés, ainsi que ceux revendiqués sous d'autres noms, mais imputés à la mouvance Action directe.

## 1979
- 1er mai 1979 : mitraillage du siège du Conseil national du patronat français (CNPF). Ce fut l'un des actes fondateurs d’Action directe et de sa dérive violente. Y participent notamment Jean-Marc Rouillan, Nathalie Ménigon et André Olivier (futur fondateur de l'Affiche rouge)[1].
- 15 septembre 1979 : bombe au ministère du Travail et à celui de la Santé[1].
- 16 septembre 1979 : attentat au siège de la Sonacotra et mitraillage du Secrétariat aux travailleurs immigrés (situé dans le ministère du Travail, rue de Grenelle)[1].
- 26 septembre 1979 : attentat contre le bâtiment de la Délégation des entreprises pour l'emploi[2].

## 1980
- 3 février 1980 : bombe contre l'Inspection du travail.
- 7 février 1980 : nouvel attentat contre l'Inspection du travail, 66, rue de Mouzaïa (19e arrdt)[3]
- 10 février 1980 : bombe contre une société immobilière, l'UCPI, 13-15, rue Murillo (8e arrdt)[3]
- 10 mars 1980 : attentat contre une société de rénovation urbaine la SEMI-REP, 6, rue Bardinet (14e arrdt), 3 blessés[3]
- 15 mars 1980 : attentat contre l’immeuble abritant des locaux de la DST, 16, rue Rembrandt (17e arrdt)
- 18 mars 1980 : mitraillage du Ministère de la Coopération, avenue des Invalides (7e arrdt)
- 28 mars 1980 : attentat à l'explosif (par le noyau autonome de la banlieue Sud[4]) contre les locaux du GIGN, à Maison-Alfort et contre un commissariat de Toulouse.
- 5 avril 1980 : sabotage à Toulouse des installations informatiques de la société Philips. Revendiqué par Action directe du 27-28 mars[5]. Outre le sabotage contre la société de technologie néerlandaise, ce nom a été également utilisé pour revendiquer un deuxième à Toulouse en 1980 : un incendie contre la société CII-Honeywell-Bull — incendie aussi revendiqué par le Comité pour la liquidation ou la destruction des ordinateurs[6],[7],[8],[Note 1].
- 15 avril 1980 : attentat à la roquette antichars contre le ministère des transports et bombe contre les bureaux du Service d'information routière du Ministère des Transports à Paris. Revendiqué par Les Moutons enragés et Action directe.
- 11 juin 1980 : attentat à l'aéroport d'Orly, 8 blessés
- 4 juillet 1980 : attaque et occupation de la mairie du 14e arrondissement à Paris, vol de tampons officiels, de cartes d'identité et de passeports.
- 28 août 1980 : braquage contre une agence du Crédit lyonnais à Paris, affrontement avec des policiers.
- 19 septembre 1980 : attaque au pistolet-mitrailleur contre le bâtiment de l'École militaire, à Paris[9]
- des attaques contre des ministères, la Sonacotra, des agences immobilières, des bâtiments de l'armée française, des sociétés liées au programme militaire français.

## 1981
- 15 avril 1981 : braquages rue La Boétie et place des Ternes à Paris, le policier Jean-Pierre Olive, 22 ans, est tué[10],[11],[3]
- 3 novembre 1981 : braquage de la Société Lyonnaise de banque par la branche lyonnaise, le brigadier de police Guy Hubert (d), 46 ans, est tué[12].
- 22 décembre 1981 : attentats contre un concessionnaire Rolls Royce à l'explosif[13], un restaurant, un magasin de jouets, un magasin de vêtements.

## 1982
- 13 février 1982 : assassinat de Gabriel Chahine, membre du GARI et indicateur de police qui avait permis la première arrestation de Rouillan et Ménigon en 1980.

- 29 mars 1982 : mitraillage de la mission commerciale du ministère israélien de la défense, boulevard Malesherbes à Paris. Revendiqué par Action directe et les FARL.
- 31 mars 1982 : attaques contre des bâtiments israéliens (mitraillage de la mission commerciale de l'ambassade d'Israël, attaque à la bombe contre le Citrus Marketing Board of Israel, le 11 août de la même année[14]).
- 28 mai 1982 : tirs contre la façade de la Bank of America, à Paris.
- 4 juin 1982 : mitraillage de l'American School à Saint-Cloud. Ces actions étaient liées à la venue en France du président américain M. Ronald Reagan[15].
- 1er août 1982 : mitraillage de la voiture d'un fonctionnaire de l'ambassade d'Israël[16]
- 6 août 1982 : attentat contre la Discount Bank.
- 7 août 1982 : attentat contre la société Nemor[16]
- 10 août 1982 : attentat contre la Citrus Marketing Board of Israël rue de la Baume à Paris, et contre l’hebdomadaire Minute, 1 blessé.
- 21 août 1982 : attentat à la voiture piégée contre un ressortissant américain à Paris. Deux artificiers sont tués. Revendiqué par Action directe puis les Fractions armées révolutionnaires libanaises.
- 26 septembre 1982 : attentat contre la Marine Nationale : revendiqué par des groupes périphériques à Action Directe[17]
- 29 septembre 1982 : attentat contre le Cercle Interallié : revendiqué par des groupes périphériques à Action Directe[17]
- 17 septembre 1982 : attentat contre la voiture du responsable de la sécurité de l’ambassade d’Israël en France, à proximité du lycée Carnot. Revendiqué par l'Unité Combattante Marcel Rayman d’Action Directe et les FARL.

## 1983
- 31 mai 1983 : fusillade avenue Trudaine à Paris, deux policiers, Émile Gondry, 48 ans et Claude Caïola, 28 ans, sont tués et un troisième blessé grièvement[18]. Le Gardien de la Paix Claude Caïola, déjà grièvement blessé et gisant au sol, avait été achevé par des tirs à bout portant.
- 29 juillet 1983 : attaque une banque, à Saint-Étienne. 1 blessé.
- 30 juillet 1983 : braquage contre la Bijouterie Aldebert, à Paris.
- 27 août 1983 : attentat contre le siège national du PS et le Ministère de la défense.
- 13 octobre 1983 : braquage contre une agence de la Société générale à Paris.
- 14 octobre 1983 : braquage de l'avenue de Villiers à Paris au cours duquel un des participants, Ciro Rizzato, est tué et deux policiers sont blessés.

## 1984
- 29 janvier 1984 : attentat contre les établissements Panhard Levassor à Paris.
- 27 mars 1984 : braquage d'une agence BNP à Lyon (un homme tente de raisonner les braqueurs, il s'agit du général de gendarmerie Guy Delfosse, 58 ans, qui se fait tirer dessus puis achevé au sol de plusieurs balles dans la tête alors qu'il n'était pas armé).
- 12 juillet 1984 : attentat contre l'Institut des Affaires Atlantiques. Revendiqué par le commando Ciro Rizzato : l'institut fut totalement détruit par l'explosion d'une bombe de vingt kilos de dynamite[19]
- 13 juillet 1984 : attentat contre une annexe du Ministère de la Défense, la SIAR (Surveillance Industrielle de l'Armement), ainsi contre des locaux du Ministère de l'Industrie. Revendiqué par l'Unité Combattante Lahouari Benchellal.
- 14 juillet 1984 : attentat contre une annexe du Ministère de l’Industrie. Revendiqué par l'Unité Combattante Lahouari Benchellal.
- 2 août 1984 : attentat contre l’Agence spatiale européenne. Revendiquée par Action Directe Unité Combattante CIRO, 6 blessés.
- 23 août 1984 : tentative d'attentat à la voiture piégée contre le bâtiment de l’Union de l’Europe occidentale.
- 28 août 1984 : bombe contre le Ministère de la Défense et le siège du Parti socialiste à Paris.
- 20 octobre 1984 : attentat contre la salle informatique Messier Hispano Bugatti à Montrouge, 3 blessés, revendiqué par l'Unité Combattante Farid Benchellal.
- 21 octobre 1984 : attentat contre les locaux de Dassault à Saint Cloud. Revendiqué par l'unité Combattante Farid Benchallal.

## 1985
- 25 janvier 1985 : assassinat de l'ingénieur général Audran (responsable des ventes d'armes de la République française) par le commando Elisabeth Van Dyck (revendiqué en commun avec la Fraction armée rouge) devant son domicile de La Celle-Saint-Cloud[20],[21].
- 12 avril 1985 : Attaque à l'explosif contre l'Office français de l'immigration et de l'intégration, causant des dégâts matériels[22].
- 13 avril 1985 : Un double attentat à Paris laisse des dégâts matériels[23],[24].
- 26 avril 1985 : attentat contre le siège du FMI à Paris[25].
- 29 avril 1985 : attentat contre les sociétés TRT et SAT, 1 blessé.
- 26 juin 1985 : tentative d’assassinat, porte des Ternes à Paris, contre le Contrôleur général des armées Henri Blandin. Son chauffeur réussit à échapper aux tireurs[26].
- 8 août 1985 : attaque de la base américaine à Francfort menant à la mort de trois soldats américains. L'action est revendiquée par un commando commun RAF/AD du nom du militant Black Panther George Jackson[27].
- 4 septembre 1985 : quadruple attentat contre l’Association Technique de l’Innovation Charbonnière, Péchiney, des locaux appartenant à la Régie Renault et Spie Batignolles, 1 blessé[28],[29],[30].

## 1986
- 10 avril 1986 : Une double attaque s'est produite dans les bureaux d'Air France, causant d'importants dégâts matériels[31],[32].
- 15 avril 1986 : tentative d'assassinat manquée sur Guy Brana (vice-président du Conseil national du patronat français (CNPF), ancêtre du MEDEF) par le commando Christos Kassimis devant son domicile du Vésinet. Son chauffeur est blessé[33].
- 16 mai 1986 : attentat (opéré par le commando Kepa-Crespo-Galende) contre le siège mondial d’Interpol, situé à cette époque sur les hauteurs de Saint-Cloud, 1 blessé[34],[35].
- 5 juillet 1986 : attentat contre Thomson et la société Air liquide.
- 9 juillet 1986 : attentat contre les locaux de la Brigade de répression du banditisme à Paris tuant 1 inspecteur et faisant 22 blessés[36],[37]
- 21 juillet 1986 : attentat contre les locaux de l'OCDE revendiqué par le commando Ciro Rizzato.
- 1er novembre 1986 : attentat contre la section parisienne de l’Office National de l’Immigration et contre les bureaux de la compagnie aérienne Minerve.
- 11 novembre 1986 : attentat contre la direction générale de Peugeot. Revendiqué par le commando Clarence Payi - Sipho Xulu.
- 17 novembre 1986 : assassinat de Georges Besse, boulevard Edgar-Quinet, PDG de la Régie Renault, par le commando Pierre Overney[38],[39].
- 15 décembre 1986 : tentative d'assassinat manquée contre Alain Peyrefitte, ancien garde des Sceaux. Un employé municipal de Provins venu examiner sa voiture est tué par l'explosion de celle-ci[40],[41],[42].

## 1987
- 5 janvier 1987 : tentative d’assassinat contre Jean-Louis Bruguière, magistrat antiterroriste, au moyen d'un piège à la grenade posé devant son appartement parisien[43].
- 19 novembre 1987 : attentat, sur un parking de la rue Falguière, 3 blessés.

## Sources
- Base de données sur les actes terroristes